# Décimo Lélio Balbo (cônsul em 46)
Décimo Lélio Balbo (em latim: Decimus Laelius Balbus) foi um senador romano nomeado cônsul sufecto em 46 com Marco Júnio Silano. Era filho de Décimo Lélio Balbo, cônsul em 6 a.C.. Segundo Tácito, tinha "uma eloquência sombria, sempre pronta para acusar inocentes".

## Carreira
Em algum momento antes de 37, Balbo acusou Acútia, ex-exposa de Públio Vitélio, de maiestas ("traição"), mas não conseguiu receber a recompensa usual depois da condenação por causa da intercessão de um tribuno. Em 37, ele próprio foi condenado por ter sido um dos amantes da famosa Albucila e sua pena foi a perda do status senatorial e o banimento para uma ilha. Em 46, foi reconvocado a Roma pelo imperador Cláudio e nomeado cônsul sufecto. Depois disto, desapareceu do registro histórico.
A virgem vestal Lélia, morta em 64, era sua filha.